# یوپ دروال
یوپ دروال (انگلیسی: Jupp Derwall؛ ۱۰ مارس ۱۹۲۷ – ۲۶ ژوئن ۲۰۰۷) یک بازیکن فوتبال اهل آلمان بود.

## تیم ملی
وی همچنین در تیم ملی فوتبال آلمان بازی کرده‌است.